# Angelika Kopečný
Angelika Kopečný (* 20. August 1949 in Berlin) ist eine deutsche Soziologin, Psychotherapeutin und Schriftstellerin.

## Leben
Angelika Kopečný wurde 1949 in Berlin geboren. Nach dem Studium (Osteuropäische Geschichte, Philosophie, Soziologie und Psychologie) ging sie mit ihrem Sohn auf Reisen und lebte für einige Jahre in Irland und London. Im Jahr 1984 zog sie an ihren Geburtsort Berlin zurück. Um den Lebensunterhalt für sich und ihre beiden Söhne zu verdienen, übte sie verschiedene Berufe aus.
Seit 2004 ist Angelika Kopečný in eigener Praxis für Psychotherapie tätig. Sie veröffentlichte mehrere Romane, Kurzgeschichten, Artikel und Sachbücher.

## Werke
- Basta, edition terra incognita, Berlin 2023, ISBN 978-3-00-076702-9
- Auf der Suche nach dem Ultramarin, edition terra incognita, Berlin 2011, ISBN 978-3-00-033937-0
- Swing in blue, edition terra incognita, Berlin 2004, ISBN 3-00-013331-3
- Unter dem Eis, edition terra incognita, Berlin 1997, ISBN 3-00-001793-3
- ÜberLebensGeschichten : Bewältigungsstrategien von Folterüberlebenden im sozialen und kulturellen Kontext, IKO Verlag für Interkulturelle Kommunikation, Frankfurt am Main 1999, ISBN 3-88939-368-3
- Abschied vom Wolkenkuckucksheim, Fischer Taschenbuch Verlag, Frankfurt am Main 1986, ISBN 3-596-23776-9
- Fahrende und Vagabunden Wagenbach Verlag, Berlin 1980 ISBN 3-8031-2068-3
- Beiträge in Anthologien